# Chaumont (Haute-Marne)
Chaumont is een stad in het Franse departement Haute-Marne (regio Grand Est) en telde op 1 januari 2022 21.418 inwoners. De stad is de hoofdplaats (prefectuur) van het departement Haute-Marne en van het arrondissement Chaumont. Na Saint-Dizier is het de grootste stad van het departement. Tot 1971 werd de stad Chaumont-en-Bassigny genoemd, naar Bassigny, de streek ten noorden van Bourgondië waar de stad in ligt.

## Geografie
De oppervlakte van Chaumont bedraagt 55,26 vierkante kilometer; Op 1 januari 2022 was de bevolkingsdichtheid 387,6 inwoners per km².
Chaumont ligt aan de samenvloeiing van de Marne en de Suize. 
De onderstaande kaart toont de ligging van Chaumont met de belangrijkste infrastructuur en aangrenzende gemeenten.

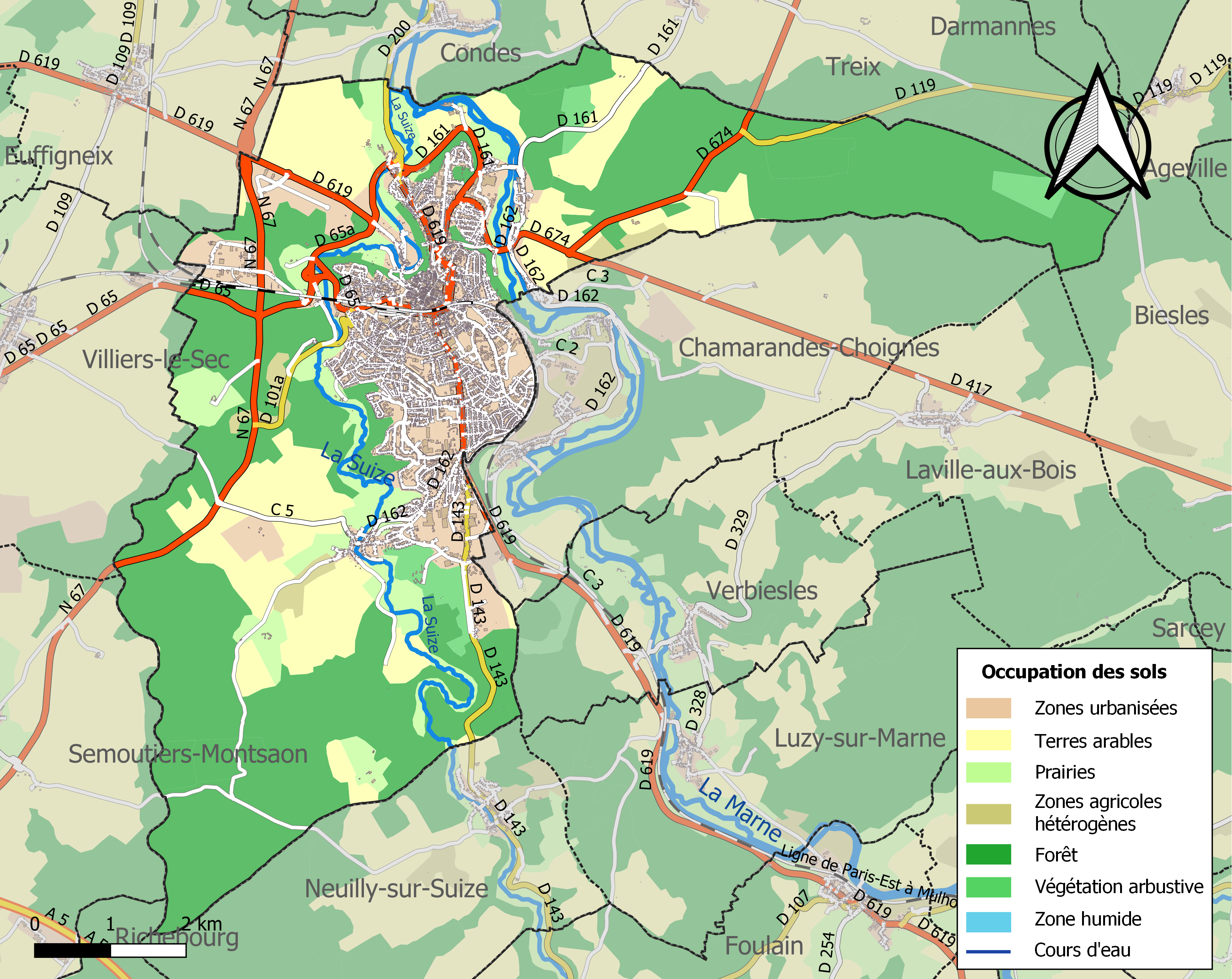

## Demografie
Door afnemende werkgelegenheid is het inwonertal tussen 2000 en 2015 met 20% gedaald van ca. 27.000 tot 22.000.
Onderstaande figuur toont het verloop van het inwonertal.

## Economie
In de gemeente liggen de bedrijvenparken La Vendue en Dame Huguenotte. De stad leunt economisch zwaar op de dienstensector: met name de kazernes van het Franse leger (het 61e Artillerieregiment) en de politieschool zijn belangrijk. 

## Geschiedenis

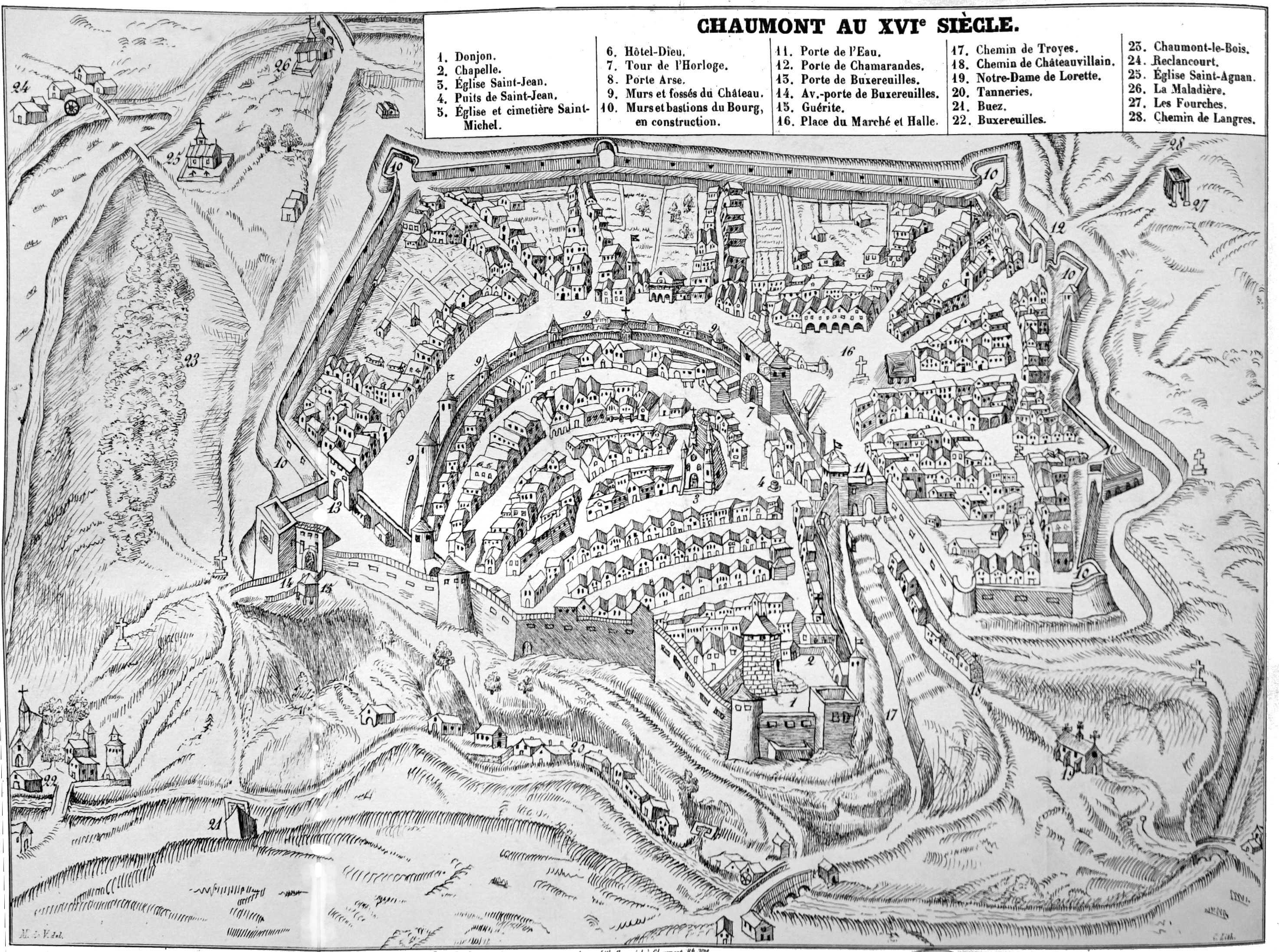
Chaumont in de 16e eeuw

De plaats ontstond in de 10e eeuw op een heuvel boven de valleien van de Suize en de Marne. Er werd een feodaal kasteel gebouwd dat vanaf de 12e eeuw een residentie werd van de graven van Champagne. In de 13e eeuw beleefde de stad een economische bloei. In die periode werd de kerk Saint Jean-Baptiste gebouwd. Deze kerk werd een belangrijk bedevaartsoord door het Grand Pardon, ingesteld door paus Sixtus IV in 1475. Bedevaarders konden er een aflaat verdienen.
In 1814 werd de stad bezet door een coalitieleger tijdens de Zesde Coalitieoorlog tegen Napoleon. Het Verdrag van Chaumont werd op 9 maart 1814 ondertekend in de stad.
Tussen 1829 en 1874 was de handschoenenfabriek ganterie Tréfousse actief in Chaumont; het was een van de voornaamste werkgevers.
In 1973 werd de voormalige gemeente Brottes opgenomen in Chaumont.

## Cultuur en toerisme

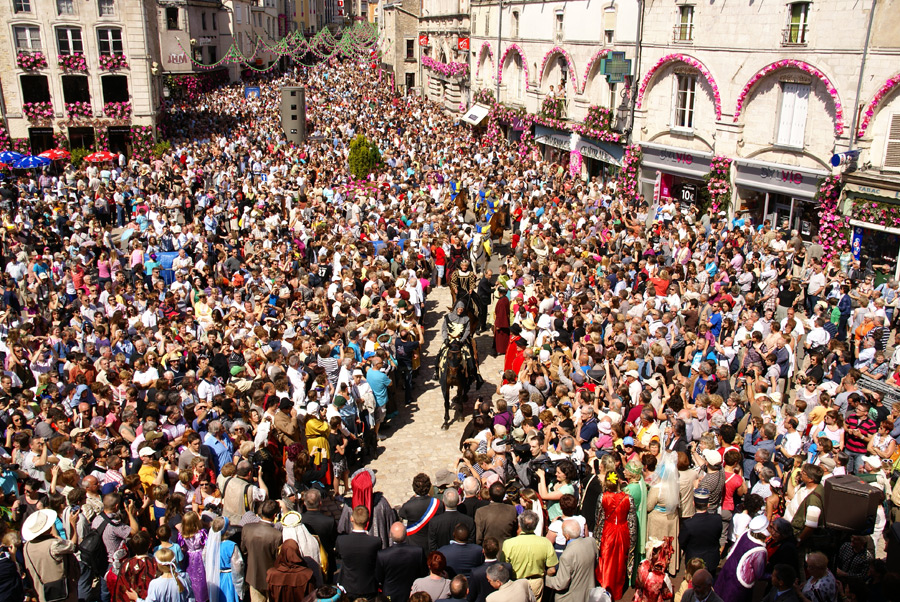
Opening van het Grand Pardon in 2012

In 2016 werd het Centre national du Graphisme (Le Signe) geopend. De basis voor de collectie vormt de schenking uit 1905 door politicus Gustave Dutailly van 5000 affiches en ander drukwerk. De stad bouwde deze collectie affiches gaandeweg uit. Sinds de jaren 1990 wordt het tweejaarlijks Festival d’affiches de Chaumont georganiseerd.
Het Grand Pardon, in de jaren dat 24 juni, het feest van Johannes de Doper, op een zondag valt, wordt nog steeds gevierd en dit voor het laatst in 2018. In 1934 lokte dit feest bijna 100.000 bedevaarders naar de gotische basiliek. Ander religieus erfgoed is de voormalige kapel van de jezuïeten met een monumentaal retabel gebeeldhouwd door Claude Collignon.
Van het kasteel van Chaumont rest enkel de 20 meter hoge donjon, gebouwd in de 11e en 12e eeuw. Deze werd tussen 1830 en 1866 gebruikt als gevangenis.
Het stadhuis werd gebouwd aan het einde van de 18e eeuw naar een ontwerp van François-Nicolas Lancret. In de oude binnenstad vallen de huizen uit de 16e en 17e eeuw met torentjes op. Les Halles (1882-1884) is een metalen markthal.
Musea in de stad zijn:
- Musée de la Crèche met een collectie van 18e-eeuwse, Napolitaanse kerststallen;
- Musée d'Art et d'Histoire, gemeentelijk museum gehuisvest in het voormalig paleis van de graven van Champagne.[8]

## Verkeer en vervoer

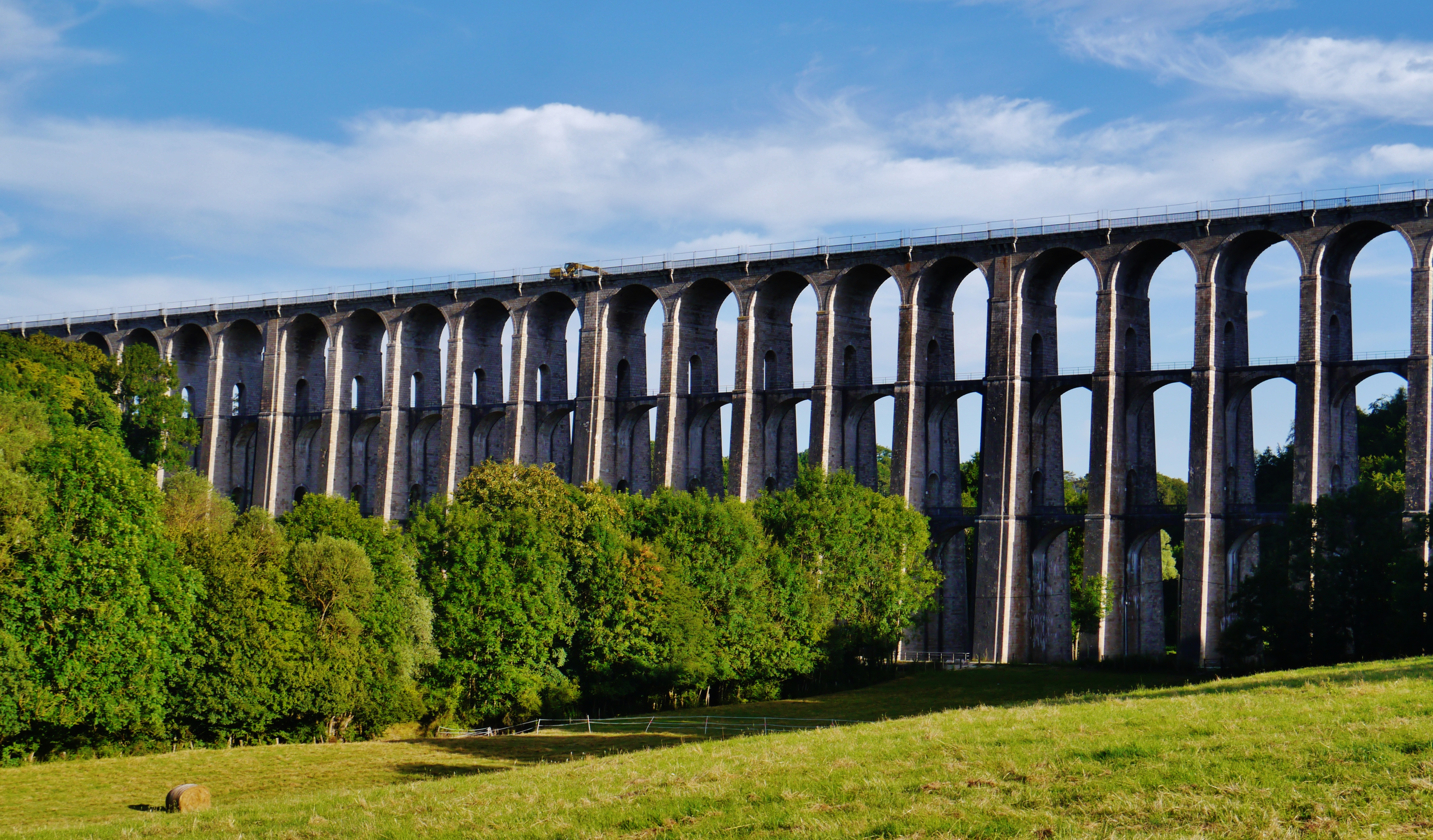
Het spoorviaduct van Chaumont

De stad heeft sinds 1855 een station aan de spoorlijn Parijs- Montpellier/ Marseille; daartoe werd een imposant stenen spoorviaduct gebouwd, dat nu het meest opvallende bouwwerk van de stad is. Het viaduct is in zijn soort een van de grootste van Europa.
Het Canal entre Champagne et Bourgogne loopt door de gemeente en heeft er een haven: Port de la Maladière.

## Sport
In de gemeente zijn voetbalclub FC Chaumont en volleybalclub Chaumont Volley-Ball 52 Haute-Marne gevestigd.

## Geboren
- Edmé Bouchardon (1698-1762), beeldhouwer
- André Blondel (1863-1938), technicus en natuurkundige
- Christian Pineau (1904-1995), socialistisch vakbondsleider en politicus
- Lucie Décosse (1981), judoka